# Societas Hebraica Amstelodamensis
De Societas Hebraica Amstelodamensis (SHA) is een gezelschap van Bijbelgeleerden (voornamelijk oudtestamentici), waarvan de meeste leden zich rekenen tot de zogenaamde Amsterdamse School.

## Geschiedenis
De SHA is opgericht op 8 november 1961 door Martinus A. Beek, hoogleraar Oude Testament aan de Universiteit van Amsterdam. De leden waren afkomstig van de Universiteit van Amsterdam, de Vrije Universiteit Amsterdam en de Katholieke Theologische Hogeschool Amsterdam. Beek was praeses tot 1985. Na hem werd die functie vervuld door achtereenvolgens de hoogleraren Karel Deurloo (tot 1992), Niek A. van Uchelen (tot 2004), Eep Talstra (tot 2009) en sindsdien Klaas Spronk. Bij het 55-jarig jubileum verscheen een bundel met een beschrijving van de geschiedenis van de SHA en een overzicht van de uitgaven van de Amsterdamse Cahiers. Daarin zijn ook bijdragen opgenomen van alle voorzitters.

## Activiteiten
Het tijdschrift Amsterdamse Cahiers voor Exegese van de Bijbel en zijn Tradities (ACEBT) wordt uitgegeven onder auspiciën van de Societas Hebraica Amstelodamensis.
De SHA kent tevens enkele vertaalprojecten, waarbij idiolecte vertalingen van bijbelboeken worden verzorgd.